# Uno strano scherzo del destino
Uno strano scherzo del destino (A Simple Twist of Fate) è un film del 1994 diretto da Gillies MacKinnon basato sul romanzo Silas Marner di George Eliot.

## Trama
Michael McCann è un falegname che vive isolato in un bosco, fuori dal paese, da quando la moglie gli ha rivelato che il bambino che aspettava non era suo. Una notte, durante una tempesta di neve, una donna tossicodipendente di nome Marsha, lascia sua figlia davanti alla casa di Michael, prima di morire.
Dopo l'iniziale sorpresa Michael decide di adottare la piccola, chiamandola Matilda e ritrovando in essa una ragione di vita. Crescendola affettuosamente per dieci anni, un giorno si ripresenta il vero padre della ragazza, un politico locale che ha avuto un rapporto passionale con Marsha e che egli ha cercato di nascondere, per non compromettere la sua carriera.
Si svolge il processo per l'affidamento e proprio quando la situazione sta per volgere a sfavore di Michael, il destino ha in serbo per lui un ultimo dono.